# Onychiurus petaloides
Onychiurus petaloides är en urinsektsart som beskrevs av Josef Rusek 1981. Onychiurus petaloides ingår i släktet Onychiurus och familjen blekhoppstjärtar. Inga underarter finns listade i Catalogue of Life.